# Les Productions du temps
Les Productions du temps (titre original : The Productions Of Time) est un roman de science-fiction de l'écrivain britannique John Brunner, paru en 1967.

## Résumé
Delgado est un dramaturge de génie. Et lorsqu'il réunit une poignée d'acteurs dans une maison isolée, c'est pour mettre une nouvelle pièce d'avant-garde.
Mais alors que le texte tarde à venir, et que ce huis clos de passions, d'ambitions et de vice tourne à l'aigre, Murray Douglas, la vedette alcoolique sur le déclin, qui cherche à protéger Heather l'ingénue de tant de turpitudes, découvre d'étranges appareils. Jusque sous les lits. On les enregistre. Mais qui ? Ou quoi ? Et d'où vient cette technologie sans pareille sur Terre ?

## Éditions
Ce roman a été publié plusieurs fois en langue française, traduit de l'anglais par René Lathière.
- Paris, Casterman, coll. « Autres temps, autres mondes - Romans », no 8, janvier 1978  (ISBN 2-203-22708-7) ;
- Paris, Pocket, coll. « Science-fiction », no 5210, septembre 1985  (ISBN 2-266-01593-1) ;
- Paris, Le Livre de poche, coll. « Science-fiction », no 7194, avril 1997  (ISBN 2-253-07194-3).